# هیدتوشی میوکی
هیدتوشی میوکی (انگلیسی: Hidetoshi Miyuki؛ زادهٔ ۲۳ مهٔ ۱۹۹۳) بازیکن فوتبال اهل ژاپن است.